# Кралюк, Пётр Михайлович
Пётр Михайлович Кралюк (укр. Петро Михайлович Кралюк; род. 23 февраля 1958, Киверцы) — украинский философ, писатель, публицист. Доктор философии, заслуженный деятель науки и техники Украины, профессор Национального университета «Острожская академия».

## Биография
Родился 23 февраля 1958 года в г. Киверцы Волынской области.
В 1979 году окончил исторический факультет Луцкого педагогического института им. Леси Украинки.
Работал сельским учителем, затем преподавателем высшей школы. Учился в аспирантуре Института общественных наук Академии наук УССР (г. Львов).
В 1988 году в Институте философии украинской Академии наук УССР защитил диссертацию на соискание степени кандидата философских наук на тему «Антитринитаризм и общественное мнение Украины второй половины XVI — первой половины XVII века», а в 1998 году — докторскую диссертацию «Особенности взаимовлияния конфессионального и национального сознания в украинской общественной мысли XVI — первой половины XVII века». С 2005 года является председателем диссертационного совета по защите диссертаций по специальности «религиоведение» (исторические науки) К 48.125.01 в Национальном университете «Острожская академия». В настоящее время работает первым проректором этого университета.
Член Национального союза писателей Украины.

## Награды
Лауреат международного литературного конкурса «Гранослов», 1992; лауреат Всеукраинского конкурса «Украина: Духовные острова», 2008; лауреат премии имени Светочей, 2008; Лауреат премии имени Николая Гоголя «Триумф», 2009.

## Труды
Петр Кралюк — автор многочисленных научных трудов по истории, философии, религиоведению, политологии, литературоведению, в том числе монографических исследований и художественных произведений. Поставил вопрос о пересмотре традиционной схемы истории украинской философии, которая была выработана Дмитрием Чижевским. Так, в частности, Петр Кралюк считает, что истоки украинской философии находятся не в Киевской Руси, а в эпохе Античности. В ряде своих исследований обращает внимание на аристократическую культуру средневековой Украины. Является редактором энциклопедии «Острожская академия XVI—XVII вв.» (Острог, 2010).
Как прозаик, известный своими сатирическими и издевательскими произведениями (сборник рассказов «Попы марксистского прихода», «Апокриф», романы «Фелисия» и «Римейк»), а также исторической беллетристикой («Диоптра», «Найденный рай», «Пламенное сердце», «Шестоднев …», «Благая весть от княгини Жеславской…», «Сильные и одинокие»). Для прозаических произведений Петра Кралюка характерно сочетание традиционного (почвеннического) письма с постмодернистскими изысканиями.
В 2011 году Пётр Кралюк заявил, что украинской государственности в 2012 году исполняется 1160 лет, состарив, таким образом, древнерусскую государственность на 10 лет.
В 2011 году Кралюк был назначен членом комитета ежегодной премии «Украинская книга года» при президенте Украины. В 2012, по случаю Дня соборности, был отмечен премией имени соратников Симона Петлюры — Якова Гальчевского в номинации «За литературно-публицистическую деятельность», в другой номинации был награждён известный националист Олег Тягнибок. В 2012 году Кралюк посвятил очередной роман фигуре гетмана Петра-Конашевича Сагайдачного, ставшего символом украинского национального сопротивления. Примечательно, что в романе о гетмане Киев представлен в негативном свете.
В апреле 2015 года состоялась презентация его новой книги «Синопсис».

## Оценки
По мнению некоторых СМИ[каких?], Кралюк известен резкими антисоветскими выступлениями, а также высказываниями, направленными против таких русских писателей, как А. Пушкин, Н. Гоголь, Н. Островский и др.. Творчество Петра Кралюка вызывает неоднозначные оценки. Некоторые украинские литературные критики, в частности Я. Полещук, были шокированы тем, как Кралюк изобразил дуэль Пушкина и «сумасшествие» Гоголя в своём романе «Римейк». Повесть «Пламенное сердце», посвящённая биографии Николая Островского, вызвала острую критику коллектива музея им. Николая Островского (Шепетовка, Украина), в котором Кралюк собирался провести презентацию.
Новейший роман Кралюка «Сильные и одинокие», посвящённый Степану Бандере, критики[какие?] называют одним из наиболее ярых литературных ударов современности по «советско-русскому» типу политической идентичности. В оценке автора, Бандере приписывается особый тип «духовности», подрывающий основы русской православной геополитики.